# Pletschasattel
Der Pletschasattel (italienisch Sella di Pleccia) ist ein 1617 m hoher Gebirgspass in den Karnischen Alpen an der Grenze des Bundeslandes Kärnten zur Landschaft Friaul, in der Gemeinde Malborghetto Valbruna (Autonome Region Friaul-Julisch Venetien) in Italien.

## Beschreibung
Der Gebirgspass liegt an der Grenze zwischen Italien und Österreich. Die nächstgelegene Berghütte Rifugio Nordio-Deffar liegt 2 km westnordwestlich des Passes. In der Nähe des Passes liegt der Feistritzsattel auf einer Höhe von 1717 m s.l.m., die bewirtschaftete Feistritzer Alm steht auf der österreichischen Seite auf einer Höhe von 1725 m ü. A.